# Purus
A Purus (portugálul: Rio Purus, spanyolul: Río Purús) egy folyó Dél-Amerikában, Peru és Brazília területén. Az Andokban, Peru területén ered több forrásból (Ucayali és Madre de Dios megyékben), és Manaustól nyugatra torkollik bele az Amazonasba. Az Amazonas egyik legnagyobb jobb oldali mellékfolyója, vízgyűjtő területe 365 000 km². Legnagyobb mellékfolyói: Acre, Ituxi, Tapauá. 
2008-ban egy addig ismeretlen Kolombusz előtti civilizáció maradványait találták a folyó felső szakaszánál, közel a bolíviai határhoz.

## Mellékfolyói
- Chandless (jobbra)
- Laco (jobbra)
- Acre (jobbra)
- Inauini (balra)
- Pauini (balra)
- Sepatini (jobbra)
- Ituxi (jobbra)
- Mucuim (jobbra)
- Tapauá (balra)
- Itapapaná (jobbra)
- Ipixuna (jobbra)

## Fordítás
- Ez a szócikk részben vagy egészben  a   Purus River című angol Wikipédia-szócikk fordításán alapul.  Az eredeti cikk szerkesztőit annak laptörténete sorolja fel. Ez a jelzés csupán a megfogalmazás eredetét és a szerzői jogokat jelzi, nem szolgál a cikkben szereplő információk forrásmegjelöléseként.
- Ez a szócikk részben vagy egészben  a   Rio Purus című német Wikipédia-szócikk fordításán alapul.  Az eredeti cikk szerkesztőit annak laptörténete sorolja fel. Ez a jelzés csupán a megfogalmazás eredetét és a szerzői jogokat jelzi, nem szolgál a cikkben szereplő információk forrásmegjelöléseként.